# Claude Raymond (baseball)
Jean Claude Marc Raymond (né le 7 mai 1937 à Saint-Jean-sur-Richelieu, Québec, Canada) est un ancien lanceur de relève droitier au baseball ayant joué dans les Ligues majeures de 1959 à 1971.
Claude Raymond a été, en 1966, le premier joueur québécois à être invité au match des étoiles du baseball majeur.

## Carrière

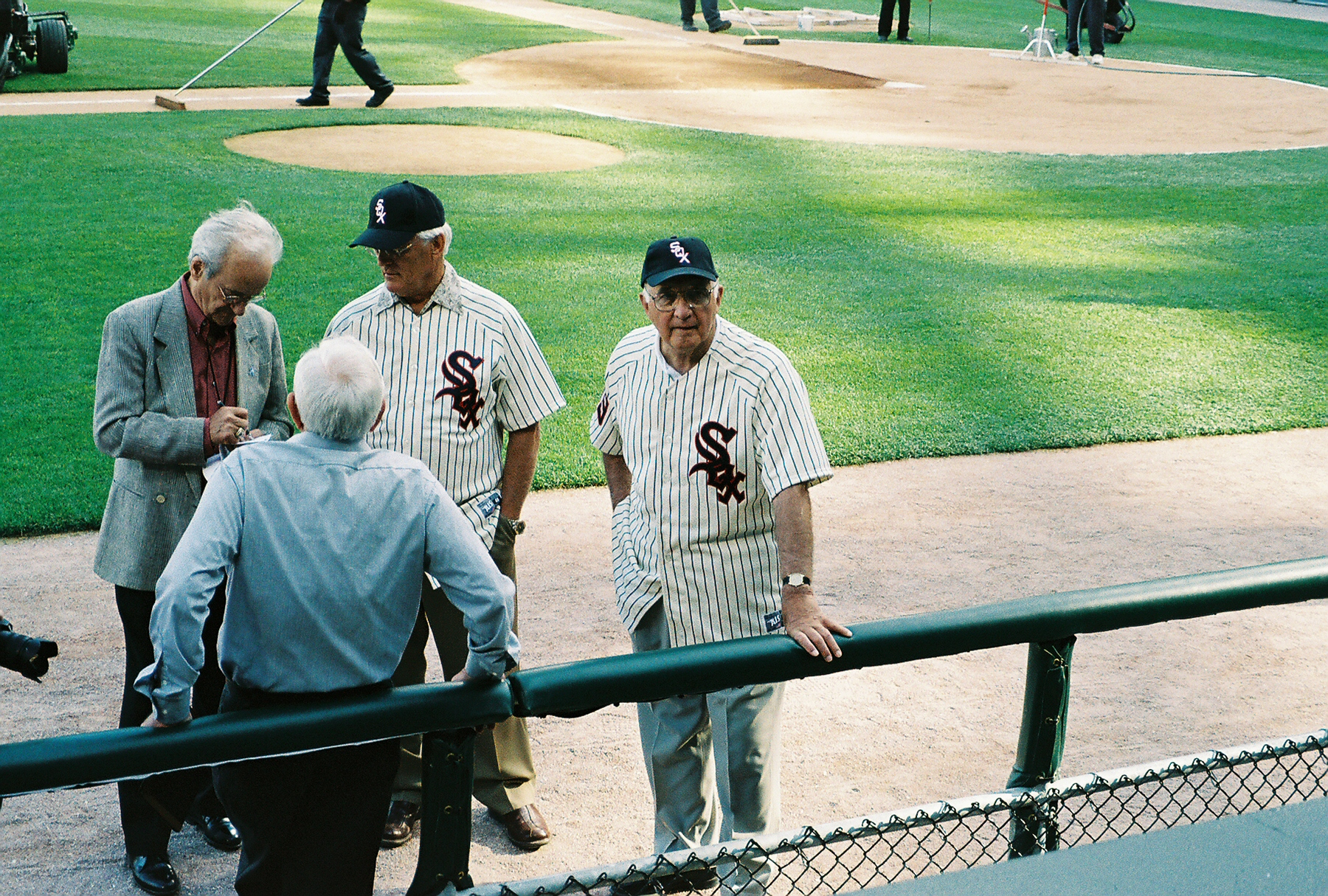
Roland Hemond, Claude Raymond et Billy Pierce en 2005.

Claude Raymond fait ses débuts dans les majeures contre les Athletics de Kansas City le 15 avril 1959 dans l'uniforme des White Sox de Chicago. Après trois parties avec les Sox, il retourne dans les ligues mineures et revient dans les grandes ligues en 1961, cette fois pour les Braves de Milwaukee, avec qui il s'aligne durant trois saisons. Lanceur de relève, il obtient 10 sauvetages en 1962 et maintient une excellente moyenne de points mérités de 2,72.
En 1964, il se joint aux Colt .45s de Houston (qui changeront de nom pour les Astros l'année suivante). Cette équipe lui donne brièvement l'occasion de se faire valoir comme lanceur partant, lui confiant la balle pour sept départs en 1965. Raymond connaît des saisons gagnantes de 7-4 et 7-5 en 1965 et 1966. Lors de cette année 1966, il enregistre 10 sauvetages et est invité au match des étoiles.
Le 15 juin 1967, après avoir perdu ses quatre premières décisions avec les Astros, il est échangé contre le lanceur Wade Blasingame aux Braves d'Atlanta. C'est donc un retour à son ancienne organisation, qui avait déménagé la saison précédente de Milwaukee vers Atlanta.
Le 16 mai 1969, au Parc Jarry, il lance dans l'uniforme des Braves contre les Expos de Montréal, une franchise d'expansion à leur première saison d'existence dans la Ligue nationale. Amené en relève, il devient le premier Québécois à jouer dans un match des ligues majeures disputé au Québec, et il reçoit une ovation de la part des 20 892 spectateurs assistant à la partie, remportée 7-5 par les Braves. La victoire est portée à la fiche de Raymond.
Plus tard dans cette même saison, le 19 août, les Expos rachètent des Braves le contrat de Raymond, lui donnant la chance de jouer pour l'équipe de sa province d'origine. Il devient ainsi le premier joueur québécois à s'aligner avec les Expos. Il protège 23 victoires, un sommet personnel, en 1970, et complète sa carrière avec Montréal en 1971.
Raymond a remporté 46 gains dans les majeures et protégé 83 victoires. Il a lancé dans 449 parties, retirant 497 frappeurs sur des prises. Sa moyenne de points mérités, qui fut inférieure à 3,00 au cours de cinq saisons, est de 3,66 en 721 manches lancées en carrière.

## Honneurs
Claude Raymond, premier lanceur québécois à participer au match des étoiles du baseball majeur, a été intronisé en 1984 au Temple de la renommée du baseball canadien.
Il a également été intronisé le 26 juin 2000 au Temple de le renommée du baseball québécois et le 2 novembre 2005 au Panthéon des sports canadiens.
Le 29 avril 2010, Dave Turcotte, député de Saint-Jean, lui remet la médaille de l'Assemblée nationale du Québec pour l'ensemble de sa carrière mais aussi pour son implication pour la relève sportive, culturelle et scientifique du Haut-Richelieu à titre de président honoraire du Fond Claude-Raymond.
Il est récipiendaire de la Médaille d'honneur de l'Assemblée nationale du Québec (2023).

## Après-carrière
De 1973 à 2001, Claude Raymond a été commentateur pour les parties télévisées des Expos de Montréal, comme analyste à la radio pendant douze ans, et à la télévision de Radio-Canada à partir de 1985.
En 2002, Raymond a fait partie du personnel d'instructeurs des lanceurs des Expos et a conservé ces fonctions jusqu'en 2004, année du départ des Expos vers Washington.

## Vie personnelle
Claude Raymond est marié depuis le 1er février 1969 à Rita Duval. Le couple a une fille prénommée Natalie, et un fils prénommé Claude-Marc.
Durant sa carrière aux États-Unis, Claude Raymond a été surnommé Frenchy ou Frenchie en raison de ses origines canadiennes-françaises.